# Suzanne Blais-Grenier
Pour les articles homonymes, voir Blais et Grenier (homonymie).
Suzanne Blais-Grenier est une directrice et femme politique fédérale du Québec.

## Biographie
Elle devint députée du Parti progressiste-conservateur du Canada dans la circonscription fédérale de Rosemont en 1984. Elle fut expulsée du caucus progressiste-conservateur et dut siéger comme députée indépendante en 1988. Elle fut défaite lors des élections de 1988 par le progressiste-conservateur Benoît Tremblay.
Durant son passage à la Chambre des communes, elle fut ministre de l'Environnement de 1984 à 1985 et ministre d'État affecté au Transport de en 1985, mais elle fut limogée après avoir publiquement condamné son gouvernement pour avoir permis la fermeture de la raffinerie pétrolière Gulf Oil.
Alors qu'elle était ministre de l'Environnement, elle fit face à de nombreuses critiques de la part des environnementalistes pour avoir coupé financièrement le budget de nombreux programmes. Elle fut rapidement visée par l'Opposition compte tenu de sa piètre performance durant la période de questions et concernant ces nombreuses dépenses de voyages à l'étranger. Elle fut rapidement rétrogradée au poste de ministre d'État affecté au Transport.  